# کنیسه تالین
کنیسه تالین (استونیایی: Tallinna sünagoog) که کنیسه بیت بلا نیز شناخته میشود در شهر تالین، استونی قرار دارد.
این کنیسه که در سال ۲۰۰۷ با هزینه ۴٬۰۰۰٬۰۰۰ یورویی ساخته شده دارای ۱۸۰ نفر ظرفیت می‌باشد.

## نگارخانه

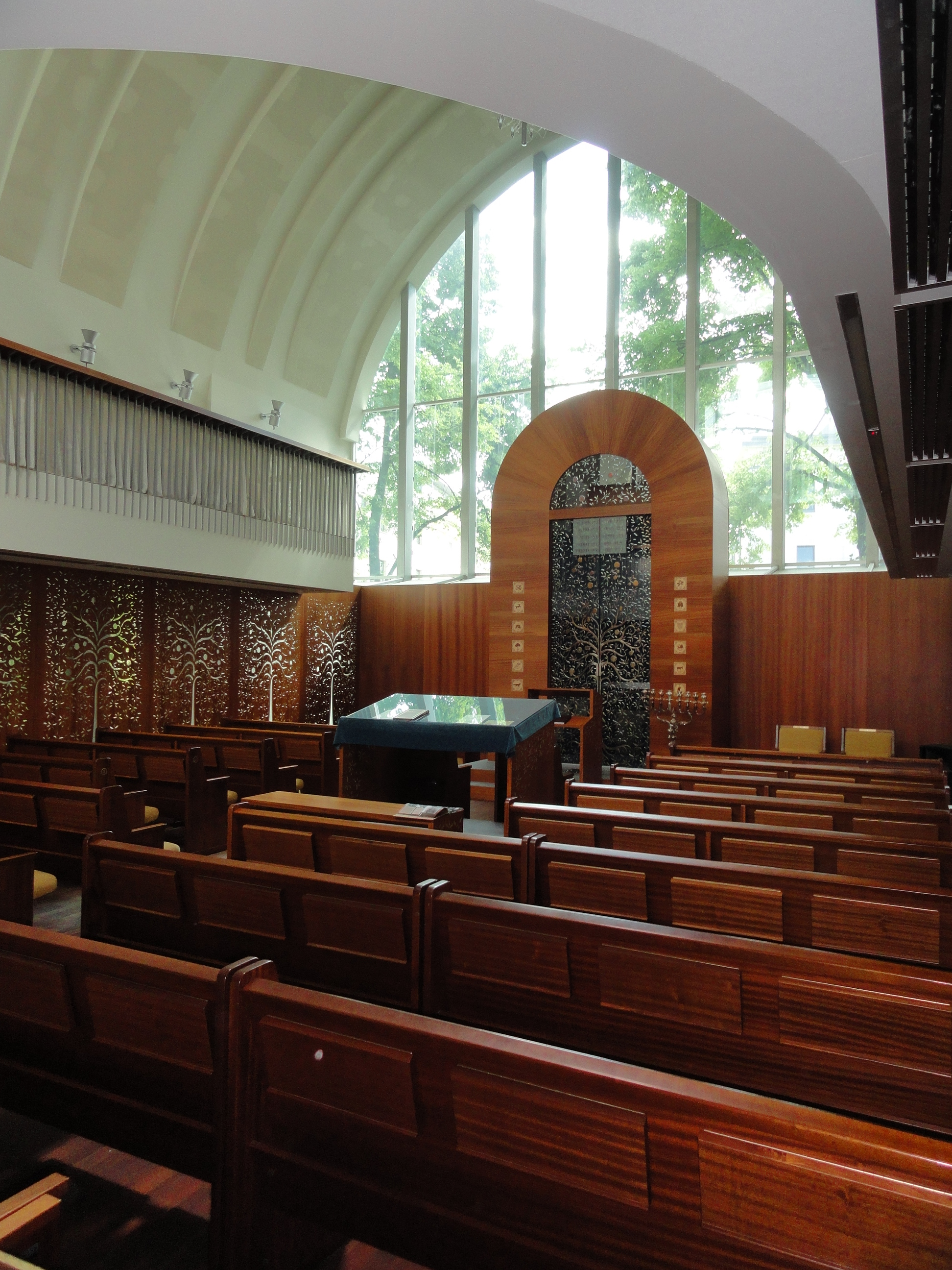
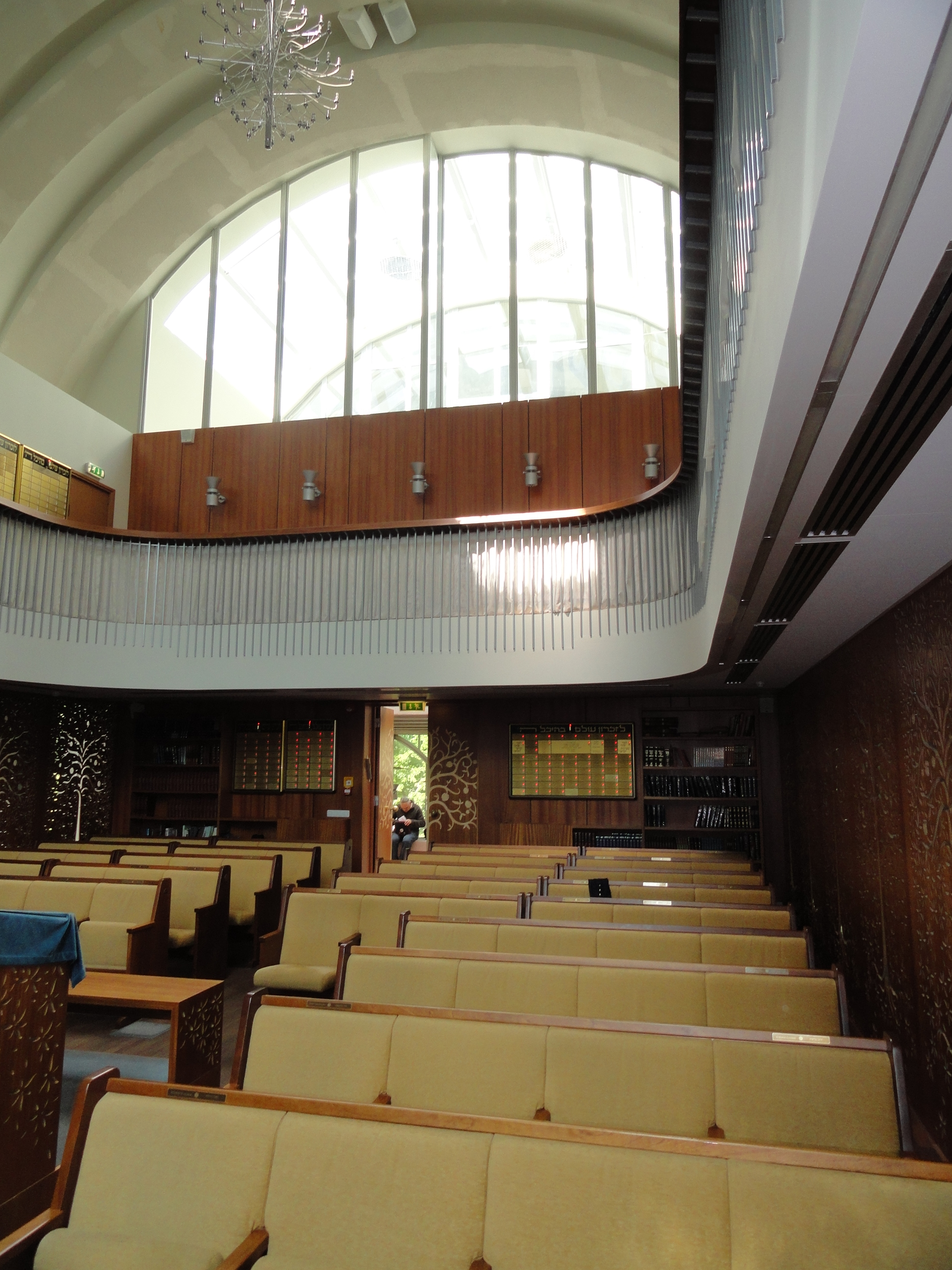
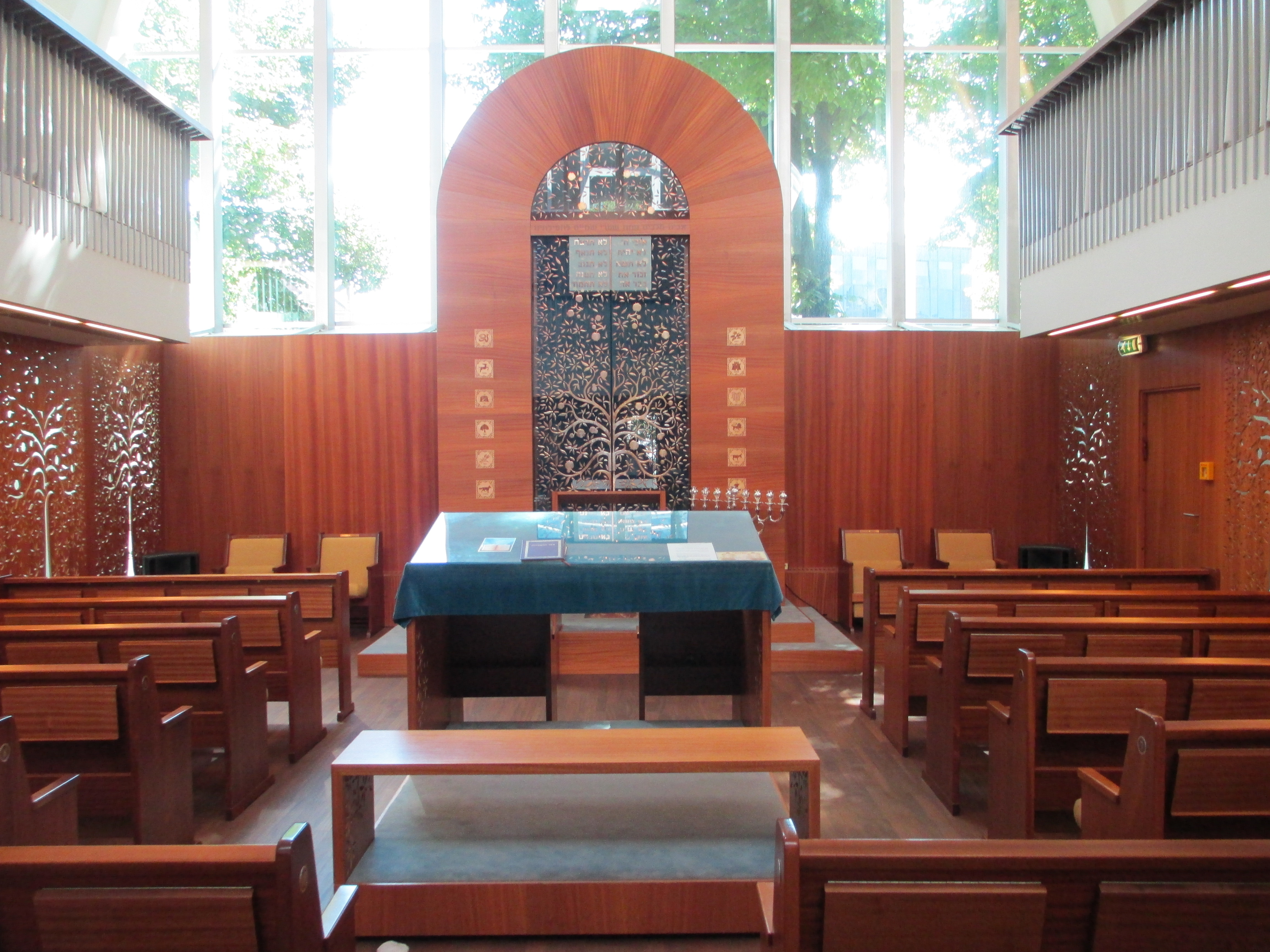